# Isla Gran Santa Cruz
Isla Gran Santa Cruz (o bien Santa Cruz Grande) es el nombre que recibe una isla de las Filipinas que está a 4 km (2,49 millas) al sur del centro de la ciudad de Zamboanga, en el estrecho de Basilan, al sureste de Pequeña Santa Cruz y al suroeste de la Isla Tictauan.
Administrativamente depende de la Región conocida como Península de Zamboanga.